# NGC 5781
NGC 5781 (другие обозначения — MCG -3-38-28, IRAS14539-1702, PGC 53417) — спиральная галактика с перемычкой (SBb) в созвездии Весы.
Этот объект входит в число перечисленных в оригинальной редакции «Нового общего каталога».